# Garstedt (Norderstedt)
Garstedt és un antic municipi al districte de Pinneberg a l'estat de Slesvig-Holstein a Alemanya, regat pel Garstedter Graben. Junts amb els municipis d'Harksheide, Glashütte i Friedrichsgabe va formar la ciutat nova de Norderstedt a l'any 1970 i l'entitat nova passà al districte de Segeberg.

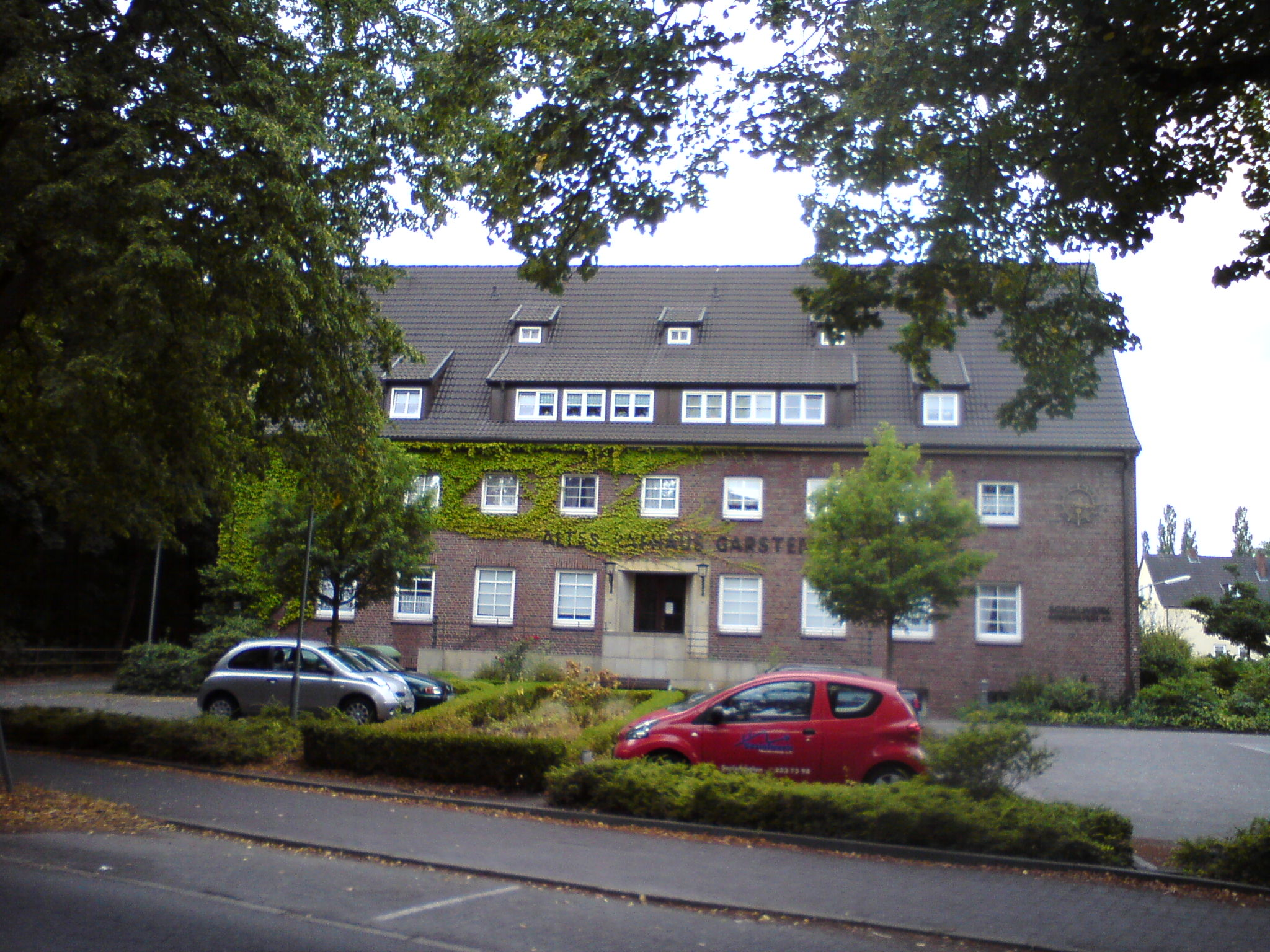
Antiga casa de la vila de Garstedt

El primer esment "Garstede" data del 1370 en uns documents de l'oficina de recaptació d'impostos de la ciutat d'Hamburg. És el nucli més vell de la ciutat i des de sempre va ser économicament més fort que els seus veïns a terres de landa i de torberes força pobres. Tot i trobar-se al costat de l'aiguamoll de Harksheide, el terra sempre hi ha estat molt més fèrtil que la dels altre nuclis que van constituir Norderstedt. Durant una reforma territorial de 1794 el nucli del Garstedter Feld va afegir-se, era un terra pobre de torberes. Al segle xix, la industrialització va començar-hi amb tallers artesanals i la construcció d'un primer molí el 1889. El poble va créixer, el 1900 tenia 1327 habitants i el 1906 va construir-se la primera església. El 1939 tenia 4869 habitants.
El poble es troba al costat de l'ofici de duana d'Ochsenzoll, a la frontera entre Hamburg i Holstein que durant segles va ser un punt important pel comerç i pel contraban. Dos anys després de la Convenció de Gastein de 1865, Prússia va transformar Slesvig-Holstein en una província prussiana i abolir la duana.
L'obertura d'una estació ferroviària de l'Alsternordbahn que al 1969 van integrar-se a la línia U1 de la metropolitana va connectar el municipi directament amb el centre d'Hamburg. Això va engegar una expansió demogràfica ràpida i el 1970, quan el municipi va integrar-se a la ciutat de Norderstedt comptava 21.184 habitants. Entre el nucli residencial i l'aeroport d'Hamburg veí, va crear-se un polígon industrial i de serveis molt important.

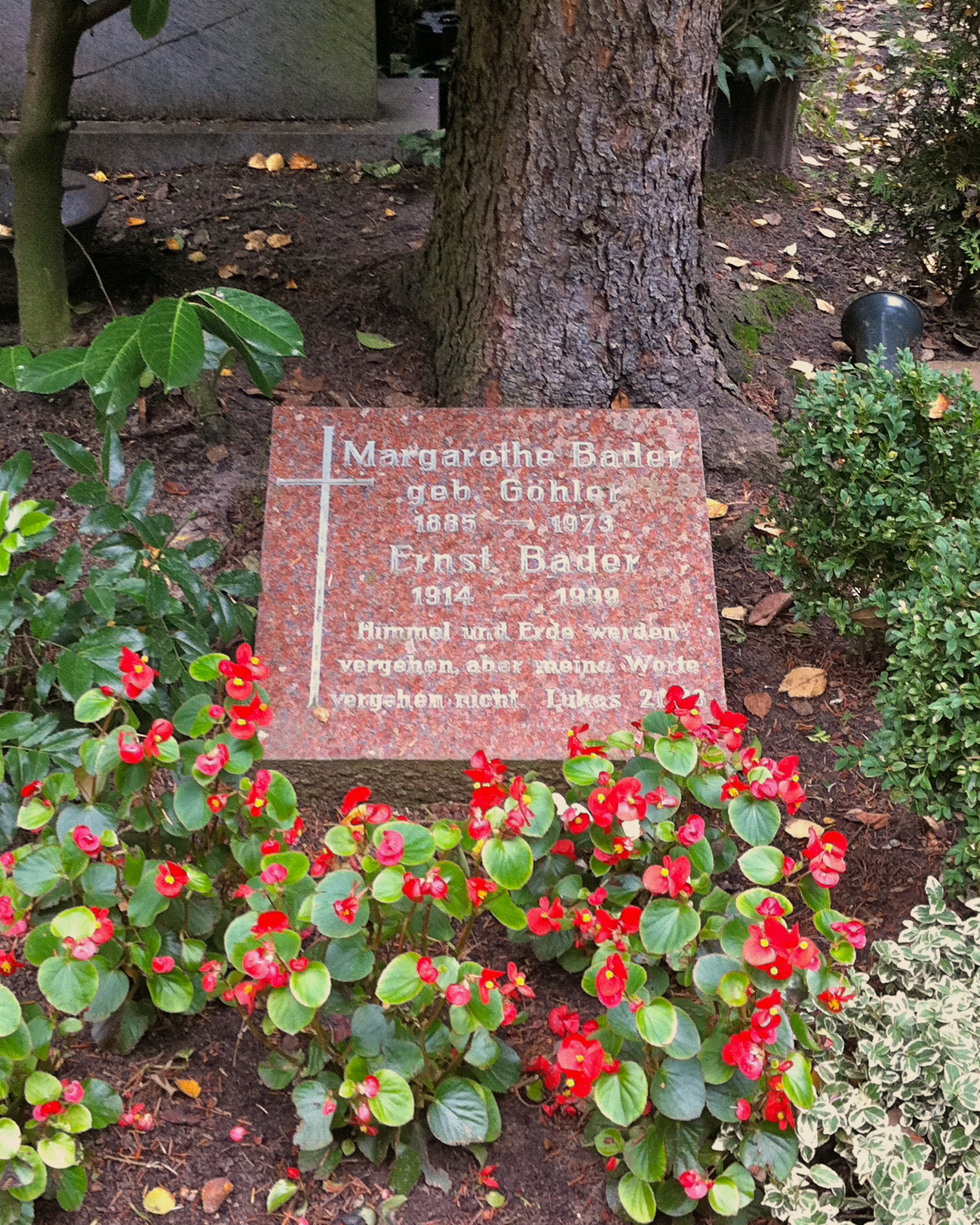
La tomba del cantautor Ernst Bader i de son esposa Margarethe Bader-Göhler al cementiri evangèlic
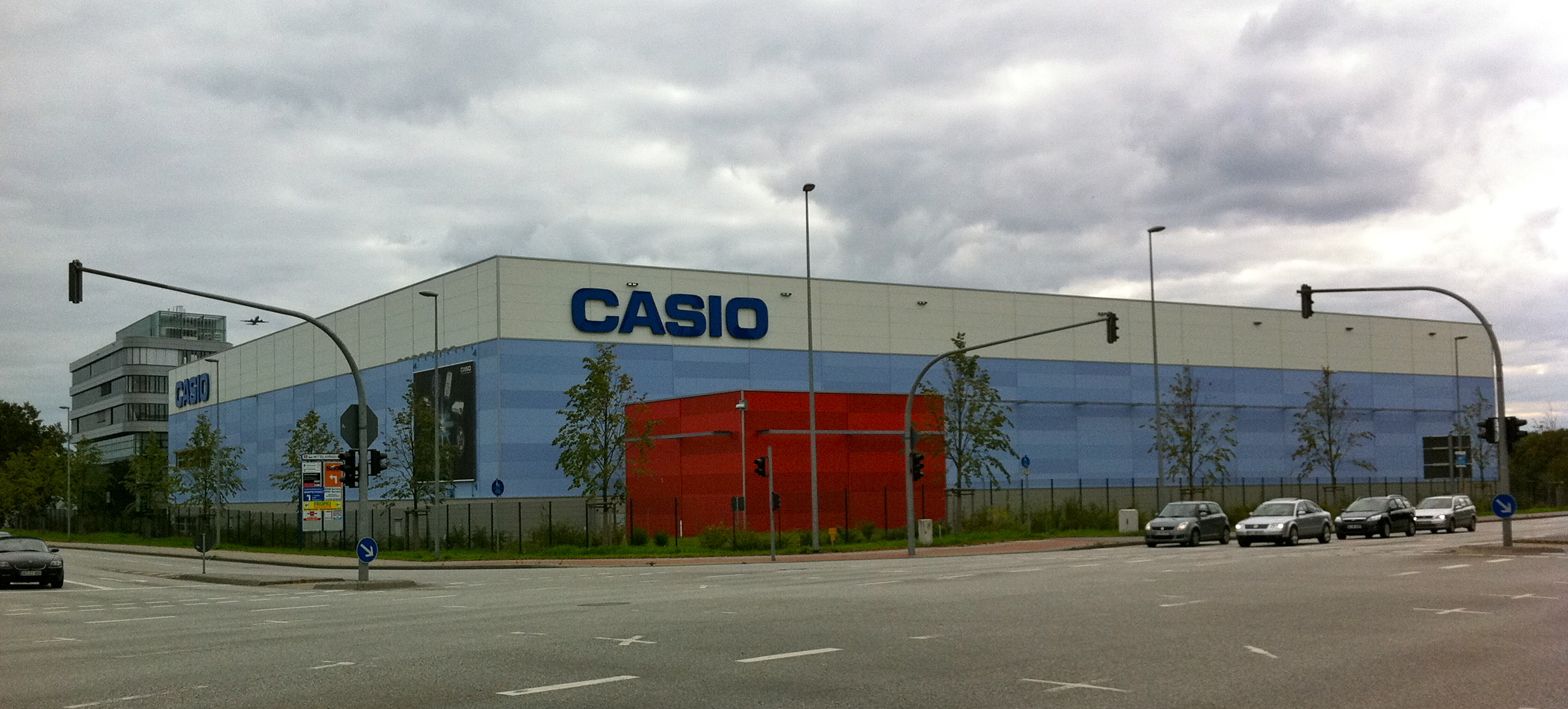
L'edifici de Casio al polígon industrial de Nettelkrögen
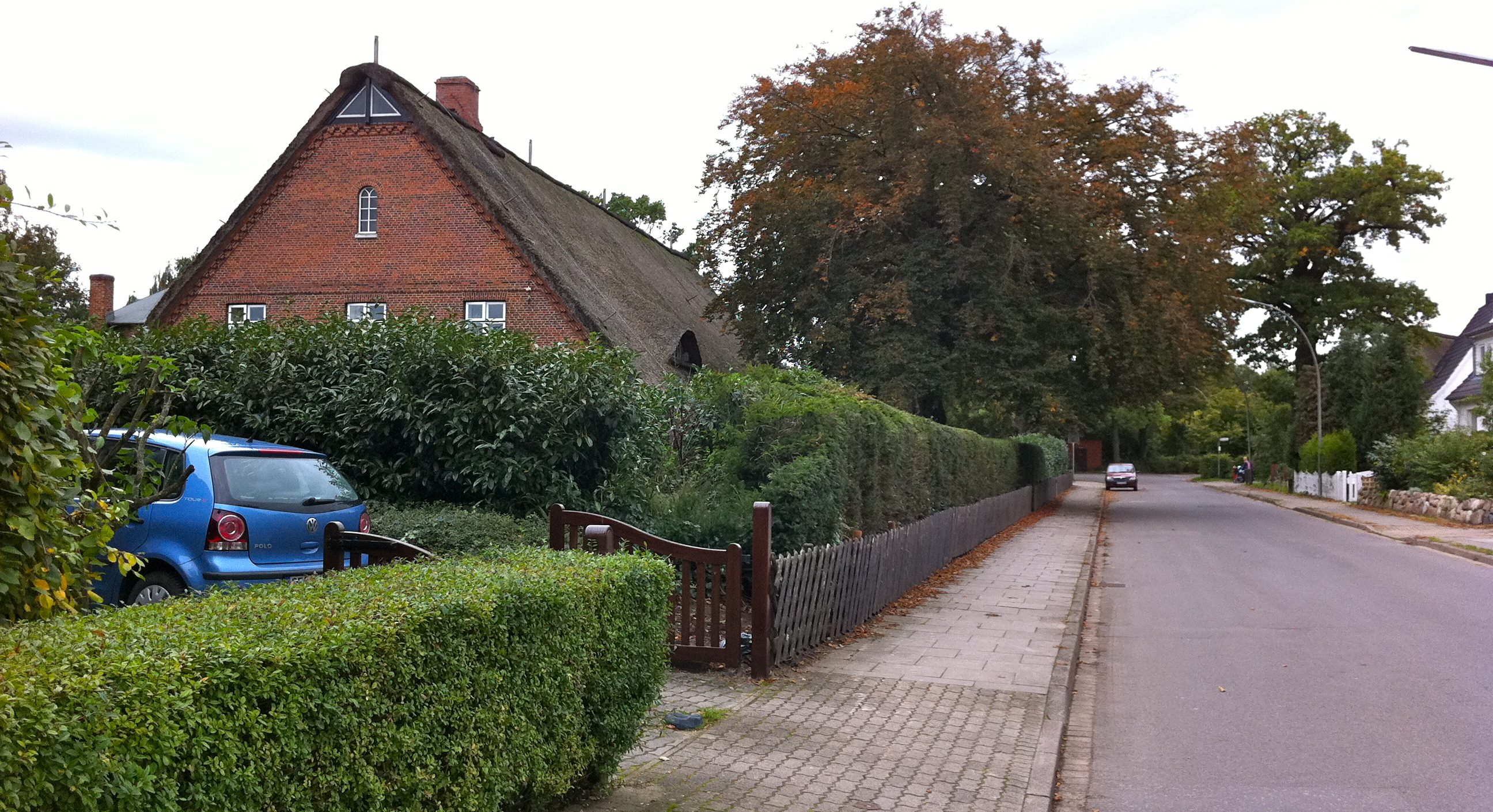
El carrer Alte Dorfstrasse al nucli antic
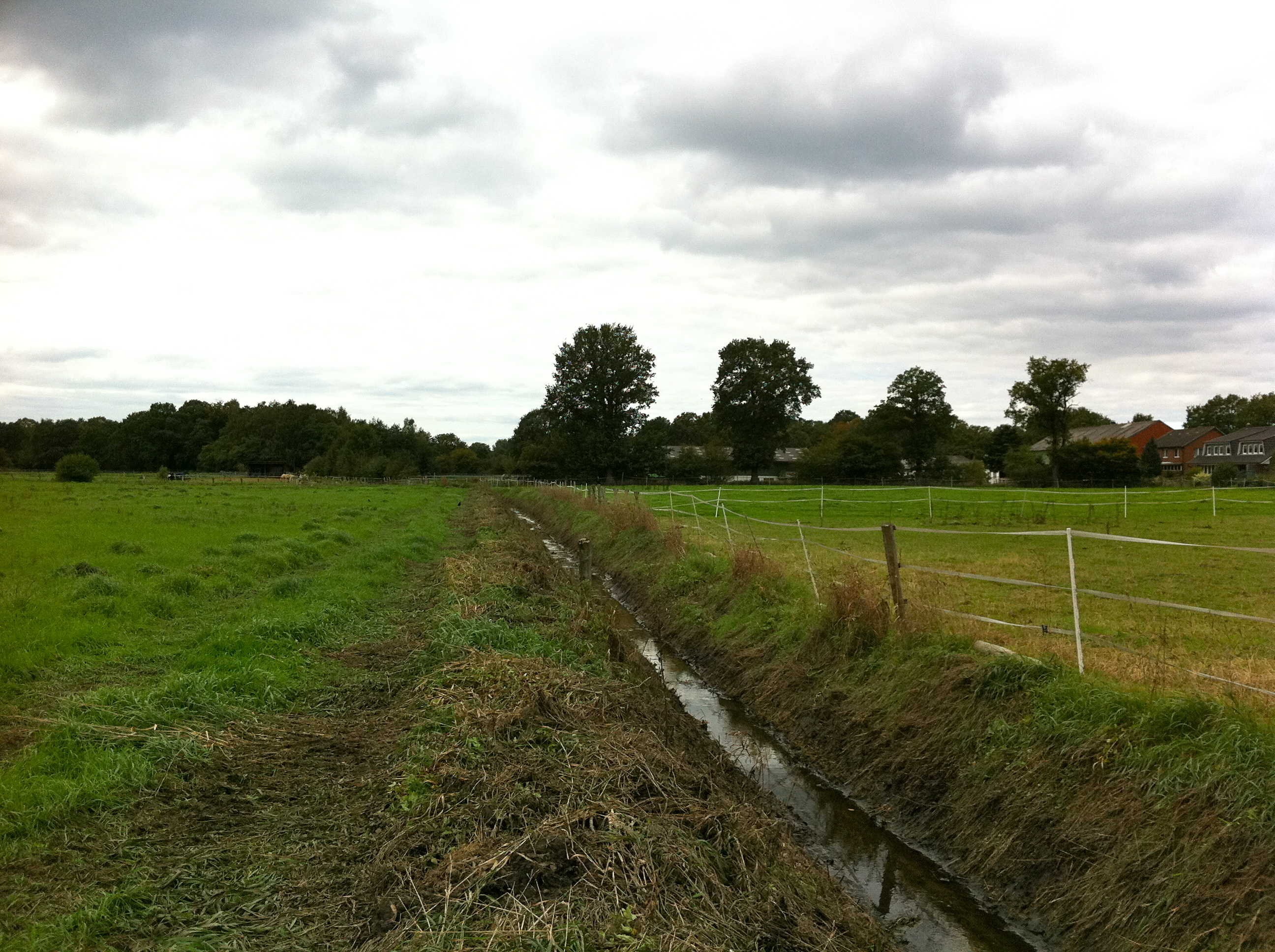
El Garstedter Graben